# Gérard Lorgeoux
Gérard Lorgeoux, né le 21 août 1943 à Plumelin (Morbihan), est un homme politique français. Député de 2002 à 2012, il est premier vice-président du Conseil général du Morbihan de 2011 à 2014.
Il est membre de l'Union pour un mouvement populaire.

## Biographie
Imprimeur implanté à Locminé, Gérard Lorgeoux entre dans la vie politique en 1992 en étant élu conseiller général dans le canton de Locminé. Réélu en 1998 à l'assemblée départementale, il en devient vice-président, à la suite des élections cantonales de 2004, il est élu 5e vice-président chargé du développement économique.
En 1995, il devient maire de Locminé. Il est réélu à la tête de sa commune en 2001. Il doit cependant démissionner de ce poste à la suite des élections législatives de 2007 en raison de la loi sur le cumul des mandats. Il est remplacé par Grégoire Super, précédemment 2e adjoint, le 9 juillet 2007.
Le 16 juin 2002, il est élu pour la première fois député UMP de la troisième circonscription du Morbihan en battant Jean-Pierre Le Roch, le maire socialiste de Pontivy, avec 56,62 % des suffrages au second tour. Au cours de la XIIe législature, il siège sur les bancs du groupe UMP.
Il est réélu député le 17 juin 2007, pour la XIIIe législature (2007-2012), en battant à nouveau Jean-Pierre Le Roch (PS), cette fois avec 53,05 % des suffrages au second tour. Il siège dans le groupe UMP. Il ne se représente pas aux élections législatives de 2012.
De décembre 2010 à février 2013, il est président de la fédération morbihannaise de l'Union pour un mouvement populaire.
Il ne se représente pas aux élections départementales 2015.

## Mandats
Député
- 19/06/2002 - 19/06/2007 : député de la troisième circonscription du Morbihan
- 20/06/2007 - 19/06/2012 : député de la troisième circonscription du Morbihan

Conseiller général
- 30/03/1992 - 22/03/1998 : membre du Conseil général du Morbihan (Canton de Locminé)
- 23/03/1998 - 28/03/2004 : vice-président du Conseil général du Morbihan
- Depuis le 29/03/2004 : vice-président du Conseil général du Morbihan

Conseiller municipal / Maire
- 25/06/1995 - 18/03/2001 : maire de Locminé (3 430 hab[3].), Morbihan
- 19/03/2001 - 09/07/2007 : maire de Locminé
- Depuis le 10/07/2007 : conseiller municipal de Locminé

### Source
- Le Monde des 12 et 19 juin 2007